# Simon Hendrik van Lippe-Detmold
Simon Hendrik (Sternberg 13 maart 1649 – Detmold 12 mei 1697), was graaf van Lippe-Detmold van 1666 tot 1697. Hij was een zoon van graaf Herman Adolf en diens eerste vrouw Ernestine van Isenburg-Büdingen.
Op 27 september 1666 huwde hij in Den Haag met Amalia van Dohna-Schlobitten (Den Haag 2 februari 1644 – kasteel Varenholz 11 maart 1700), vrouwe van Vianen en Ameide, dochter van graaf Christiaan Albert van Dohna-Schlobitten. Uit dit huwelijk kwamen zestien kinderen voort:
- Frederik Adolf (1667 – 1718), graaf van Lippe-Detmold 1697-1718
- Ferdinand Christiaan (Detmold 13 september 1668 – Samrodt 18 oktober 1724), heer van Samrodt; ∞ I (Detmold 29 maart 1695) Henriette Ursula van Dohna-Schlobitten (25 januari 1662 – 2 mei 1712), dochter van graaf Frederik van Dohna-Schlobitten; ∞ II (Schlobitten 16 april 1713) Ursula Anna van Dohna-Schlobitten (Luik 4 december 1693 – Samrodt 15 augustus 1737), dochter van graaf Alexander van Dohna-Schlobitten
- Henriette Sophia (Detmold 23 oktober – aldaar 25 oktober 1669)
- Hendrik Ernst (Detmold 24 januari 1671 – Győr 1 oktober 1691)
- Johanna Sophia (Detmold 29 juni 1672 – aldaar 8 november 1675)
- Albertine (Detmold 24 augustus – aldaar 29 december 1673)
- Charlotte Albertine (Detmold 14 oktober 1674 – Wetzlar 13 juli 1740); ∞ (Schaumburg 8 februari 1707) graaf Karel van Wied-Runkel (1684 – 1764)
- Willem Simon (Detmold 5 januari 1676 – aldaar 21 januari 1681)
- Theodoor August (Detmold 28 juli – aldaar 24 oktober 1677)
- Christoffel Lodewijk (Detmold 3 april 1679 – aldaar 18 mei 1747); ∞ (morganatisch 1714) Anna Suzanne Fontanier (1686 – Kassel 30 juli 1728)
- Theodoor Emiel (Detmold 20 september 1680 – Malplaquet 11 september 1709)
- Simon Karel (Detmold 23 maart 1682 – Höchstädt 20 september 1703)
- Sophia Florentine (8 september 1683 – Altenkirchen 24 april 1758); ∞ (Detmold 29 augustus 1704) graaf Maximiliaan Hendrik van Wied-Runkel (1681 – 1706)
- Frederika Henriette (Detmold 13 maart 1685 – aldaar 13 maart 1686)
- Willem Karel Diederik (Vianen 20 september 1686 – Detmold 16 mei 1687)
- August Wolfhard (Detmold 23 juni 1688 – Varenholz 18 januari 1739)